# Fiat 519
Fiat 519 är en personbil, tillverkad av den italienska biltillverkaren Fiat mellan 1922 och 1927.
519 var Fiats flaggskepp. Den stora sexan hade toppventiler och bilen hade servoassisterade bromsar på alla fyra hjulen. Sportversionen 519 S hade kortare chassi och bättre prestanda.
Från 1925 tillverkades den förbättrade 519B med modifieringar av fjädring och bromsar.

Tillverkningen uppgick till 2 400 exemplar.